# 2885 Palva
2885 Palva è un asteroide della fascia principale. Scoperto nel 1939, presenta un'orbita caratterizzata da un semiasse maggiore pari a 2,2374497 UA e da un'eccentricità di 0,1948519, inclinata di 2,87025° rispetto all'eclittica.